# Crematogaster pulchella
Crematogaster pulchella är en myrart som beskrevs av Bernard 1953. Crematogaster pulchella ingår i släktet Crematogaster och familjen myror. Inga underarter finns listade i Catalogue of Life.